# Lund (Kristiansand)
58°8′49.682″N 8°1′6.3552″Ø / 58.14713389°N 8.018432000°Ø
 For alternative betydninger, se Lund. (Se også artikler, som begynder med Lund)
Lund (Lundsiden) er en bydel i Kristiansand (Agder fylke, Norge) som ligger øst for bykernen og Otra og er med sine 9 782 indbyggere  (per 1. januar 2004) den nest mest folkerige bydel i Kristiansand efter Vågsbygd. I dag benyttes Lund til næringsvirksomhed og beboelse.
Området tilhørte tidligere Oddernes kommune. 14. juni 1921 blev de første 2,75 km² af Lund overføret til Kristiansand og 1. januar 1965 blev også resten af Lund en del af Kristiansand ved kommunesammenlægningen. 
Navnet Oddernes eller Utrunes er udledt af "næset med oter". Det gamle kommunenavn kommer altså fra næset mellem Prestvika i floden som kaldtes Torridalselva (Otra) og Marvika ved Topdalsfjorden. I dag er Kuholmen det vigtigste navn i dette område. Tidligere Oddernes kommune omgav Kristiansand på tre sider, men den tidligere kommunes navn stammer fra Lundsiden.

## Lund i tidlige tider
I Lund er der forskellige steder fundet spor af mennesker helt tilbage til ældre jernalder, gennem vikingtiden og frem til tidlig middelalder. Her har været beboelse siden stenalderen. I vikingtiden fandtes en herregård her. Runestenen ved Oddernes kirke giver en forbindelse til denne gård. Et stort felt med gravhøje, som tidligere fandtes syd og vest for kirken, kan også sættes i forbindelse med denne gård.

### 1400-tallet
I 1400-tallet var det tre store gårde i Lund: Odde, Ellesie og Møglestue. Navnet Odde har igen givet navnet til den del af Lund som kaldes Oddemarka. (Navnet har derimod ingenting med navnet Oddernes at gøre).
I 1492 kom der røvere ind fra søen og angreb Lundsiden. Dette er nævnt i to breve som ligger i det norske Riksarkiv. Brevene beskriver, at angrebet foregik med meget voldsanvendelse mod både kvinder og mænd, og at det var dræbte på begge sider. Også præstegården blev røvet. Man ved ikke hvem røverne var, men lederen hed Per Syvertsen, hvilket kan tyde på, at røverne kom fra Norge eller fra Danmark.
Før Kristiansand blev grundlagt, var Lahelle og Vige på Lundsiden (ved siden af Flekkerøy) de vigtigste havne i området.

### 1600-tallet
I 1635 eksproprierede kong Christian IV gårdene Møglestue, Ellesie og Odde i Lund. Lensherren, Palle Rosenkrantz som indtil da havde været bosat i Nedenes måtte flytte til Oddernes og rejse en standsmæssig kongsgård. Palle Rosenkrantz var en højadelig dansker, af den fornemme Rosenkrantz-slægt. Han administrerede området som den gang blev kaldt Agdesiden på vegne af kongen. 
Odderneshalvøen blev ved ekspropriationen delt i to: En del som tilhørte kongsgården og en som tilhørte præstegården. Dermed kom navnet Kongsgård ind i området.

### 1700-tallet
I 1790'erne blev ejendommene som tilhørte kongsgården og præstegården delt op i løkker for byens købmænd og embedsmænd. Det er fra denne tid navnene Freyasdal, Valhalla, Lovisenlund, Marienlyst, Gimle gård, Grethesminde og Cathrineborg stammer.

## Broer
Lund har tre broforbindelser over floden med Kvadraturen (centrum), beregnet fra syd til nord:
- Lundsbroen Thygesons minde
- Gangbroen Christian Quartbroa
- Europavej E18: Oddernesbrua, et brosystem i seks baner med en bro i hver retning.